# Vestida para Matar
Dressed to Kill (prt/bra: Vestida para Matar) é um filme estadunidense de 1980, dos gêneros suspense e policial, dirigido por Brian de Palma.

## Sinopse
Kate Miller (Angie Dickinson) uma mãe dona de casa sexualmente frustrada tem a fantasia de estupro enquanto seu marido está se barbeando. Ela conversa com o seu psiquiatra Dr. Robert Elliott (Michael Caine), sobre o patético desempenho na cama. Depois disso, vai à um museu, e tenta um flerte com um homem desconhecido, deixando cair uma luva sua, sem sucesso. Mas, ao vê-lo num táxi, com sua luva, eles começam a se beijar e depois transam e continuam na casa dele. Quando Kate vai sair da casa dele, escreve um bilhete dizendo que a noite foi muito boa, mas depois disso encontra um certificado médico dizendo que ele tem uma doença venérea e então sai do apartamento preocupada; enquanto  está descendo, se lembra que se esqueceu de sua aliança de casamento no apartamento dele e retorna. Mas, quando a porta do elevador abre, uma mulher mata Kate a navalhadas. Uma garota de programa, Liz Blake (Nancy Allen), está a pegar o elevador, encontra Kate quase morta, e, ao tentar ajudá-la,  vê a assassina, que  deixa cair a navalha, que Liz pega. Com consequência de ter presenciado o assassinato, a assassina tenta, implacavelmente matar Liz e, além disso, um policial acusa Liz de ter assassinado Kate, e tem a ajuda de Peter (Keith Gordon) filho de Kate.

## Elenco
- Michael Caine — Dr. Robert Elliott
- Angie Dickinson — Kate Miller
- Nancy Allen — Liz Blake
- Keith Gordon — Peter Miller
- Dennis Franz — Detetive Marino
- David Margulies — Dr. Levy
- Ken Baker — Warren Lockman
- Susanna Clemm — Betty Luce
- Brandon Maggart — Cleveland Sam
- Norman Evans — Ted
- Bill Randolph — Chase cabby
- Fred Weber — Mike Miller